# Libjo
Libjo (Bayan ng Libjo) är en kommun i Filippinerna. Kommunen tillhör provinsen Dinagatöarna och ligger på ön med samma namn. Folkmängden uppgår till 16 610 invånare.

## Barangayer
Libjo är indelat i 16 barangayer.
| - Albor (Pob.) - Arellano - Bayanihan - Doña Helen - Garcia - General Aguinaldo (Bolod-bolod) - Kanihaan - Llamera | - Magsaysay - Osmeña - Plaridel - Quezon - Rosita - San Antonio (Pob.) - San Jose - Santo Niño |